# Ибн ар-Руми
Али ибн аль-Аббас ибн Джурайдж, известный как Ибн ар-Руми (араб. ابن الرومي‎;
21 июня 836, Багдад — 14 июня 896, там же) — арабский поэт и писатель.
Считается, что его мать была персиянкой, а отец — либо византийским греком-вольноотпущенником, принявшим ислам, либо наполовину арабом, наполовину греком. Стихи начал писать в возрасте 20 лет, большую часть его поэтического наследия составляли похвалы покровителям. Придерживался ислама шиитского толка. Не любил путешествовать и большую часть жизни прожил в Багдаде. По словам его биографов, обладал сложным характером, будучи высокомерным и раздражительным.
Главное его творение — Диван, содержащий любовную лирику, элегии и панегирики, а также стихотворную сатиру и эпиграммы. Во многих своих стихах воспевал женскую красоту, природу и вино. Питал необъяснимое отвращение к розам, сравнивая в своих стихах этот цветок с «испражнениями мула».
За содержание целого ряда своих произведений, содержащих фривольности или политическую сатиру, подвергался нападкам и преследованиям со стороны знати; с другой стороны, имел довольно большое число политически влиятельных покровителей. Многие его стихи лишены традиционной для арабской поэзии самостоятельности бейта в плане смысла, однако отличаются языковым богатством.
Умер в возрасте 59 лет от болезни, хотя, возможно, настоящей причиной смерти были отравление или самоубийство.